# قانون موزلي

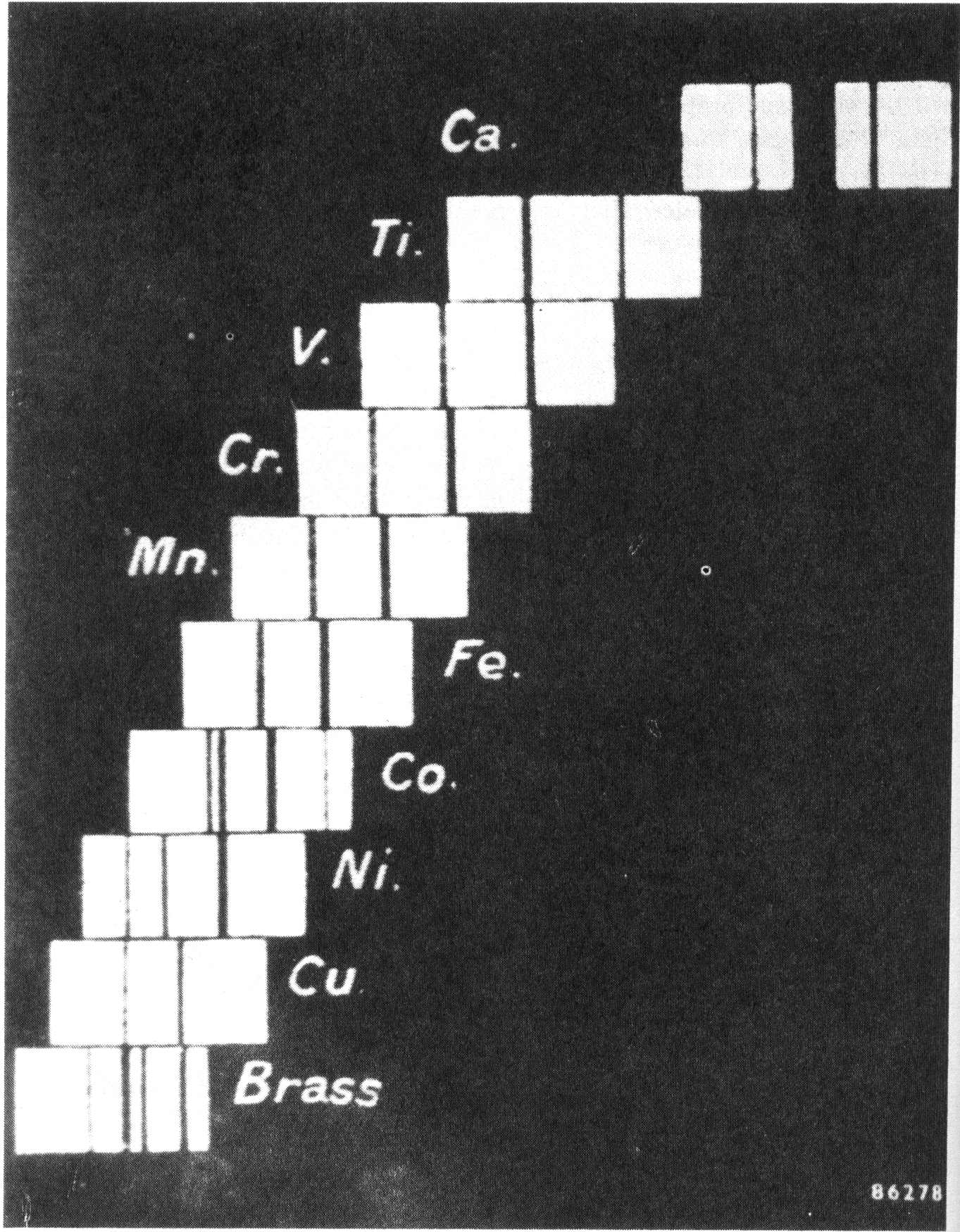

قانون موزلي هي قانون تجريبي يصف خصائص الطيف الكهرومغناطيسي المنبعث أو الممتص من قبل الذرات وضع من قبل الفيزيائي الإنجليزي هنري موزلي في عام 1910 م.
باستخدام أسلوب انعطاف أشعة أكس وجد موزلي أن الموجات القصيرة ذات الكثافة العالية في طيف تلك الأشعة عند انعطافها من ذرات مادة معينة لها علاقة بالعدد الذري لتلك المادة. وقد عبّر موزلي عن هذه العلاقة بالصيغة التالية (والتي سميت فيما بعد بقانون موزلي):
{\displaystyle f=k_{1}\cdot (Z+k_{2})}
حيث:
{\displaystyle f\ } هو تردد أشعة أكس الرئيسية في الطيف المنبعث.
{\displaystyle k_{1}\ } و{\displaystyle k_{2}\ } هما ثوابت تعتمد قيمتهما على نوع الطيف.